# ادوارد سعید
ادوارد ودیع سعید (زادهٔ ۱ نوامبر ۱۹۳۵ در بیت المقدس، فلسطین تحت سرپرستی بریتانیا – درگذشتهٔ ۲۵ سپتامبر ۲۰۰۳ در نیویورک) نظریه‌پرداز ادبی، منتقد فرهنگی و فعال سیاسی فلسطینی - آمریکایی است. وی در دانشگاه‌های هاروارد و پرینستون درس خوانده بود و استاد زبان انگلیسی و ادبیات تطبیقی در دانشگاه کلمبیا بود.
سعید به عنوان یکی از بنیان‌گذاران نظریهٔ پسااستعمارگرایی شناخته می‌شود. سعید با کتاب مشهور شرق‌شناسی که در ۱۹۷۸ به چاپ رساند و نقدی در بازنمایی‌های فرهنگی شرق‌شناسی و چگونگی درک جهان غرب از شرق، شناخته شده‌است.

## زندگی

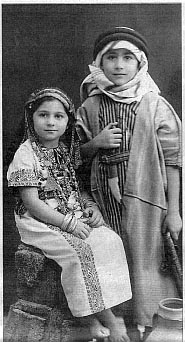
ادوارد سعید و خواهرش رزماری در ۱۹۴۰

در ۱ نوامبر ۱۹۳۵ در اورشلیم که در آن زمان تحت قیمومیت انگلیس بود، متولد شد. پدرش، سید محسن سعید بازرگان آمریکایی فلسطینی‌الاصل، پیش از تولد سعید به قاهره مهاجرت کرده‌بود؛ مادرش نیز فلسطینی و هر دو از مسیحیان پروتستان بودند. خواهرش رزماری سعید زهلان نیز تاریخ‌دان و نویسنده بود.
او تا ۱۲ سالگی به‌طور متناوب در اورشلیم و قاهره به سر می‌برد. سعید خود را «یک مسیحی احاطه شده توسط فرهنگ اسلامی» می‌خواند. نام کوچک او را مادرش به دلیل علاقه به پرنس ادوارد (شاهزاده ولز در سال تولد او) انتخاب کرده بود. او از بحران هویتی خود این‌چنین یاد می‌کند:
در تمام سال‌های آغازین عمرم یک دانش‌آموز غیرعادی ناجور بودم: یک فلسطینی که در مصر درس می‌خواند، با یک نام کوچک انگلیسی، یک گذرنامه آمریکایی و بی هیچ هویت مشخصی… پس از سال ۱۹۴۸ وقتی خانواده‌ام به مصر آواره شدند، تمام دوران تحصیل خود را در مدارس خصوصی درجه اول بریتانیایی گذراندم که برای پرورش نسل نوینی از اعراب با پیوندهایی عمیق با بریتانیا تأسیس شده بودند. آخرین‌شان کالج ویکتوریا در اسکندریه بود. ملک حسین اردن، و تعدادی از وزرا و نخست‌وزیران و بازرگانان نامی آینده اردنی، مصری، سوری و سعودی هم‌کلاسی و هم‌دوره‌ای من بودند. البته چهره نامداری چون میشل شلهوب هم آن‌جا بود که او را در دنیای سینما با نام عمر شریف می‌شناسند.
سعید برای ادامه تحصیل به مدرسه مونت‌هارمون آمریکا رفت و مدرک کارشناسی خود را از دانشگاه پرینستون دریافت کرد. در همین سال برای ادامه تحصیل وارد دانشگاه هاروارد شد و در سال ۱۹۶۰ کارشناسی‌ارشد و ۱۹۶۴ دکترای خود را در ادبیات انگلیسی دریافت کرد.

## فعالیت‌های مربوط به فلسطین
ادوارد سعید به عنوان یک فعال طرفدار فلسطین، سال‌ها برای ایجاد یک کشور مستقل فلسطینی تبلیغ می‌کرد. او از ۱۹۷۷ تا ۱۹۹۱ عضو مستقل مجلس ملی فلسطین بود، اما سعی داشت تا خود را از مناقشات حزبی دور نگه دارد. او طرفدار هم‌زیستی دو دولت اسرائیلی و فلسطینی در کنار یکدیگر بود و در نشست نوامبر ۱۹۸۸ الجزیره مجلس ملی فلسطین به اعلام استقلال کشور فلسطین رأی مثبت داد.
سعید در ۱۹۹۱ در اعتراض به پیمان اسلو از مجلس خارج شد. وی این توافق‌نامه را «ابزاری برای تسلیم فلسطینیان» می‌خواند. ادوارد سعید معتقد بود قرارداد اسلو به تشکیل یک دولت واقعاً مستقل فلسطینی و صلحی پایدار در منطقه نمی‌انجامد و از طرح پیشنهادی ایالات متحده آمریکا در اواخر دهه ۱۹۷۰ که خود سعید به یاسر عرفات تحویل داده بود، ضعیف‌تر است. او در نامه‌ای به عرفات نوشت که حق بازگشت آوارگان فلسطینی به مناطق اشغال شده قبل از سال ۱۹۶۷ را ارزان فروخته و برپایی شهرک‌های اسرائیلی را نادیده گرفته‌است.
روابط سعید و رهبران فلسطین به قدری بد بود که در اوت ۱۹۹۵ فروش کتاب‌های او در فلسطین ممنوع شد؛ اما پس از تحسین سعید از عرفات به دلیل رد پیشنهادهای اهود باراک در نشست سال ۲۰۰۰ کمپ دیوید بهبود یافت.
سعید به دلیل حمایت‌های آشکارش از فلسطین بارها مورد تهدید قرار گرفت. وی از سوی جامعهٔ مدافع یهودیان (JDL) نازی خوانده شد و دفتر کارش در دانشگاه در ۱۹۸۵ به آتش کشیده شد.

## آثار
سه اثر مهم ادوارد سعید عبارتند از مسئله فلسطین، شرق‌شناسی و اسلام رسانه‌ها. از کتابهای ترجمه شده وی در فارسی به فهرست زیر می‌توان اشاره کرد:
- شرق‌شناسی، ترجمهٔ عبدالرحیم گواهی، دفتر نشر فرهنگ اسلامی
- شرق‌شناسی ترجمه لطفعلی خنجی، انتشارات امیرکبیر
- فراتر از واپسین آسمان: زندگیهای فلسطینی، ترجمهٔ حامد شهیدیان، نشر هرمس
- نقش روشنفکر، ترجمهٔ حمید عضدانلو، نشر نی
- بی در کجا، خاطرات ادوارد سعید، ترجمهٔ علی اصغر بهرامی، نشر ویستار
- اومانیسم و نقد دمکراتیک، ترجمهٔ اکبر افسری، نشر کتاب روشن
- فرهنگ و امپریالیسم، ترجمهٔ اکبر افسری، انتشارات توس
- فروید و غیر اروپایی‌ها، ترجمه نوید حمزوی، نشر نیماژ

## مواضع سیاسی
ادوارد سعید در ۷ مارس ۱۹۹۱ با نگارش یادداشتی در مجلهٔ بررسی کتاب لندن (London Review of Books) در دفاع از دولت عربی صدام حسین موضع گرفت و در اصل این مسئله که حکومت ناسیونالیست حزب بعث عراق، شهر کردنشین حلبچه را در سال ۱۹۸۸ با استفاده از بمب‌های شیمیایی بمباران کرده‌باشد، تشکیک کرد.